# 毛里茨·埃里克松
毛里茨·埃里克松（瑞典語：Mauritz Eriksson，1888年12月18日—1947年2月14日），瑞典男子射击运动员。他曾代表瑞典参加1912年、1920年和1924年夏季奥林匹克运动会射击比赛，共获得一枚金牌、一枚银牌和三枚铜牌。